# پیتر لاستمن
پیتر لاستمن (هلندی: Pieter Lastman; ۱ ژانویهٔ ۱۵۸۳ – ۴ آوریل ۱۶۳۳) نقاش اهل هلند بود.
وی در عصر طلایی نقاشی هلند در قرن ۱۶ و ۱۷ میلادی زندگی می‌کرده و یکی از نقاشان مهم دوران خود به دلیل داشتن دانش‌آموزانی همچون رامبرانت و یان لیونس بوده‌است. بیشتر آثار لاستمن دربارهٔ انسان‌ها می‌باشد.

## نگارخانه

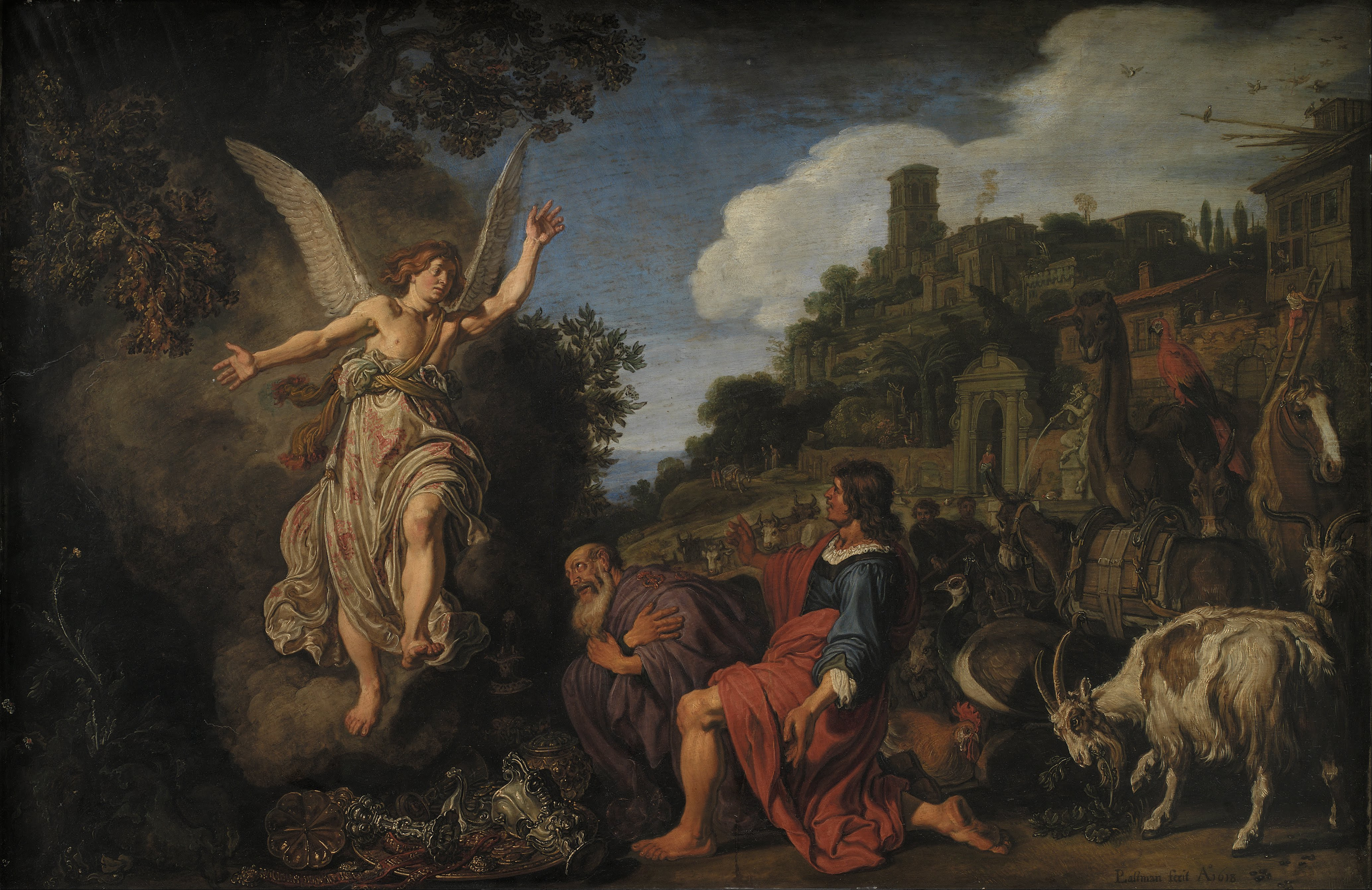
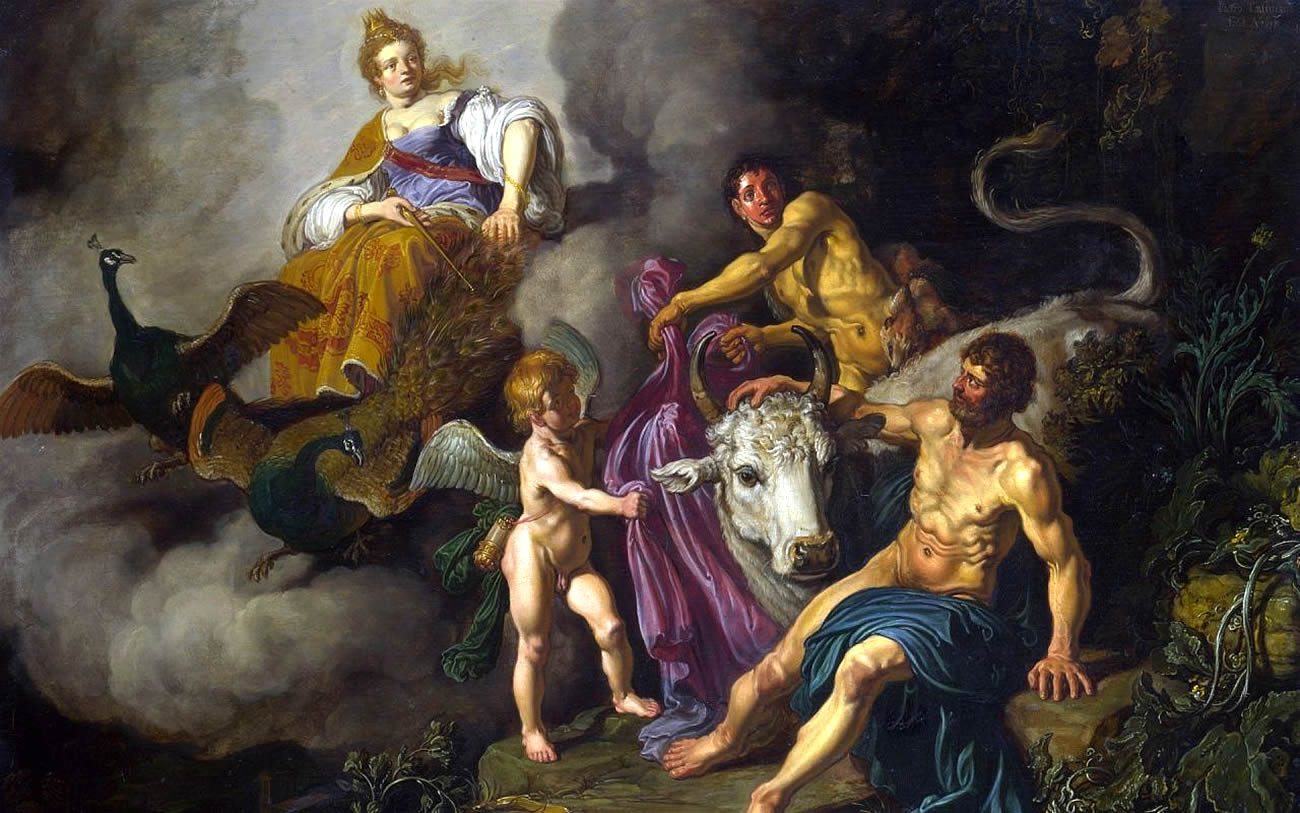
Juno Discovering Jupiter with Io
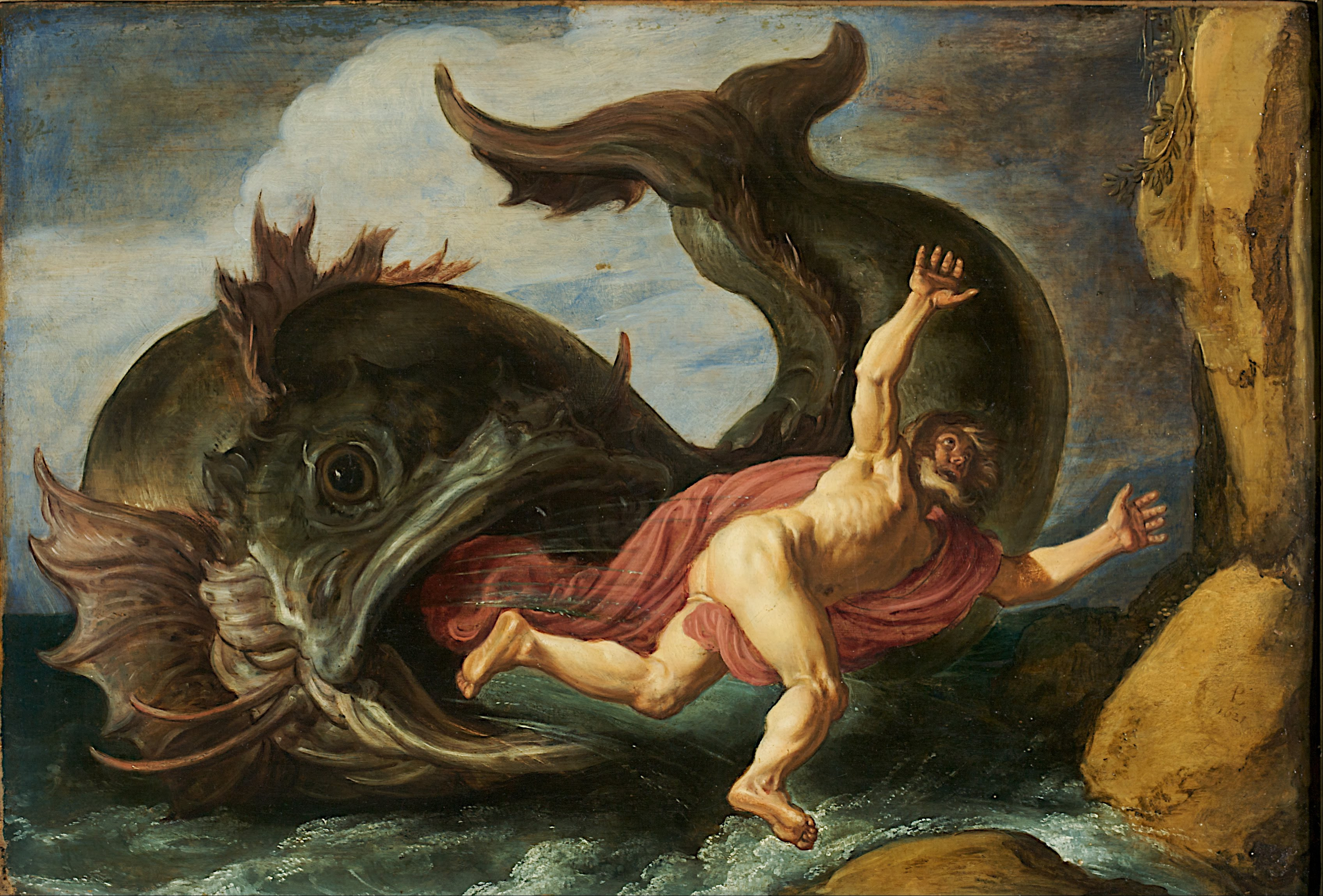
Jonah and the Whale
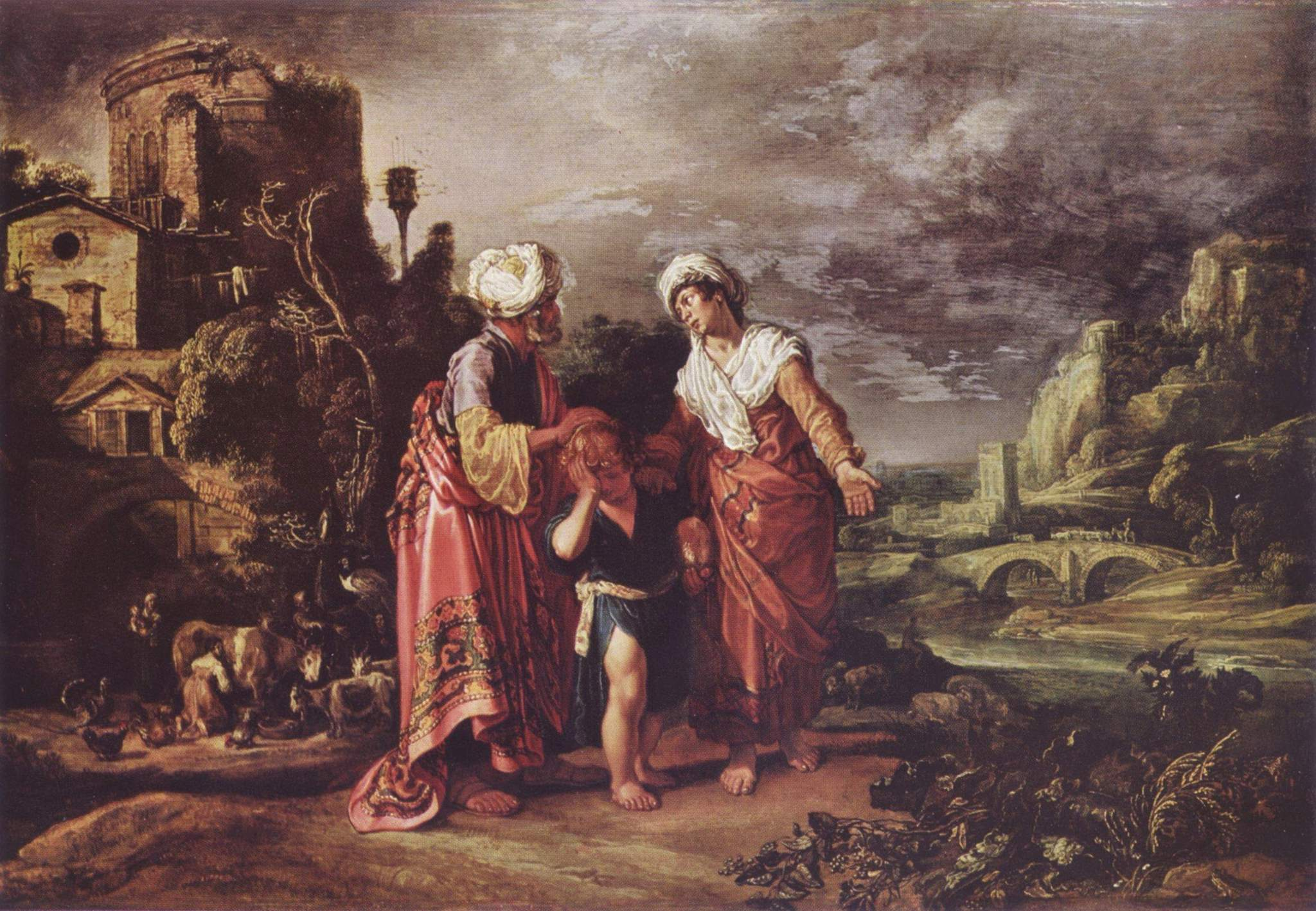
خداحافظی هاجر (۱۶۱۲) .
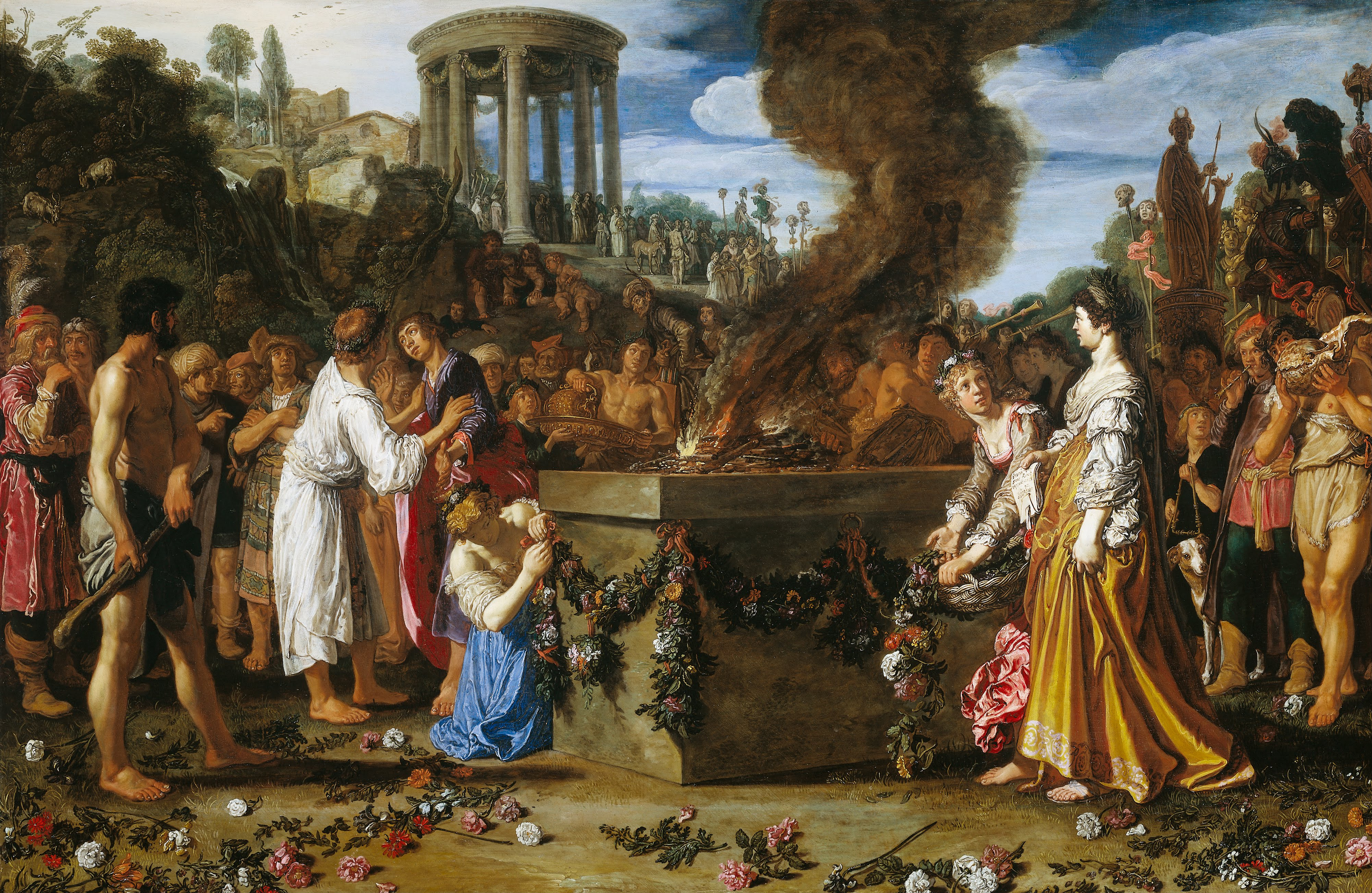
Orestes and Pylades Disputing at the Altar.
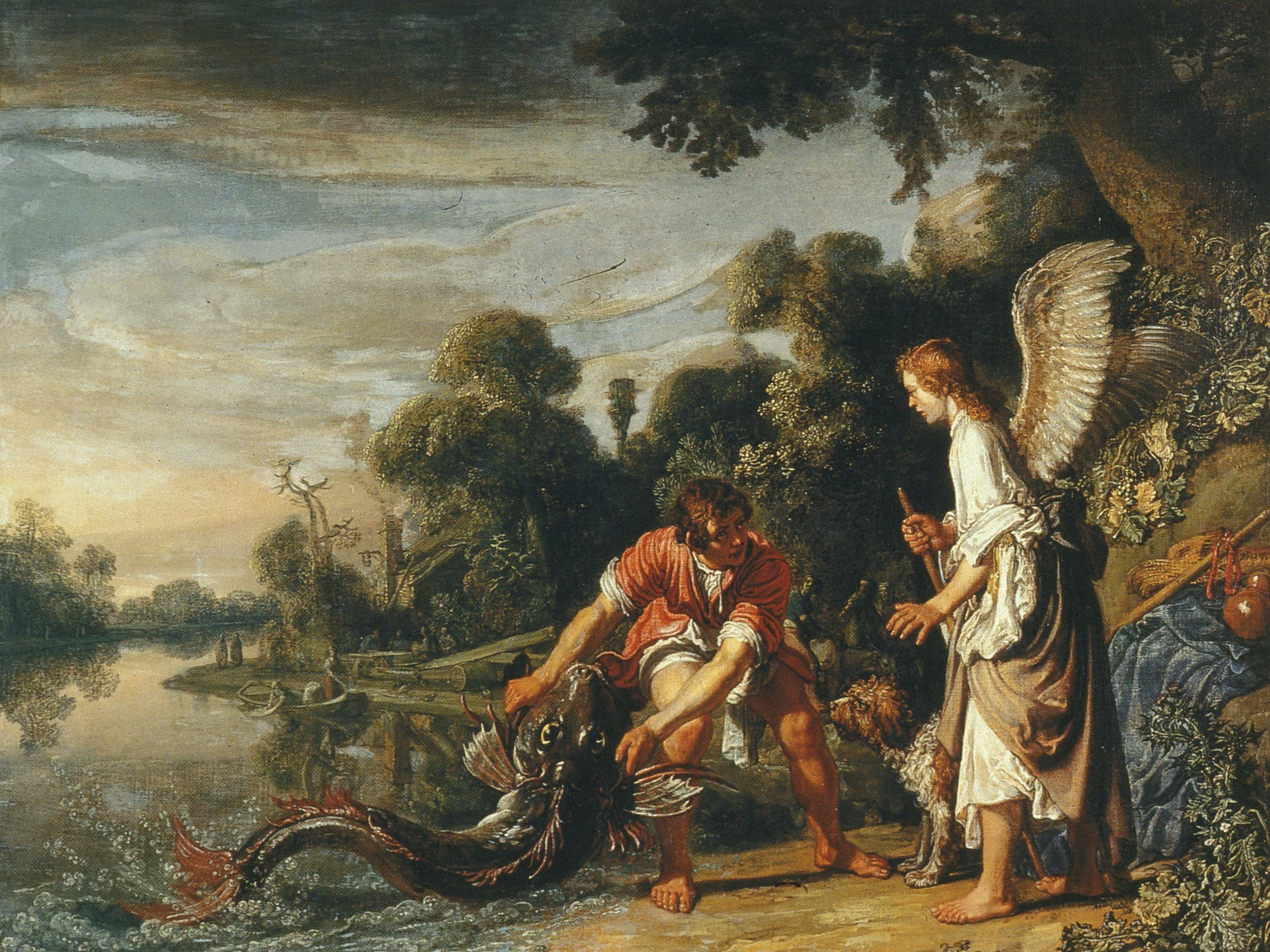
The Angel and Tobias with the Fish (1625)
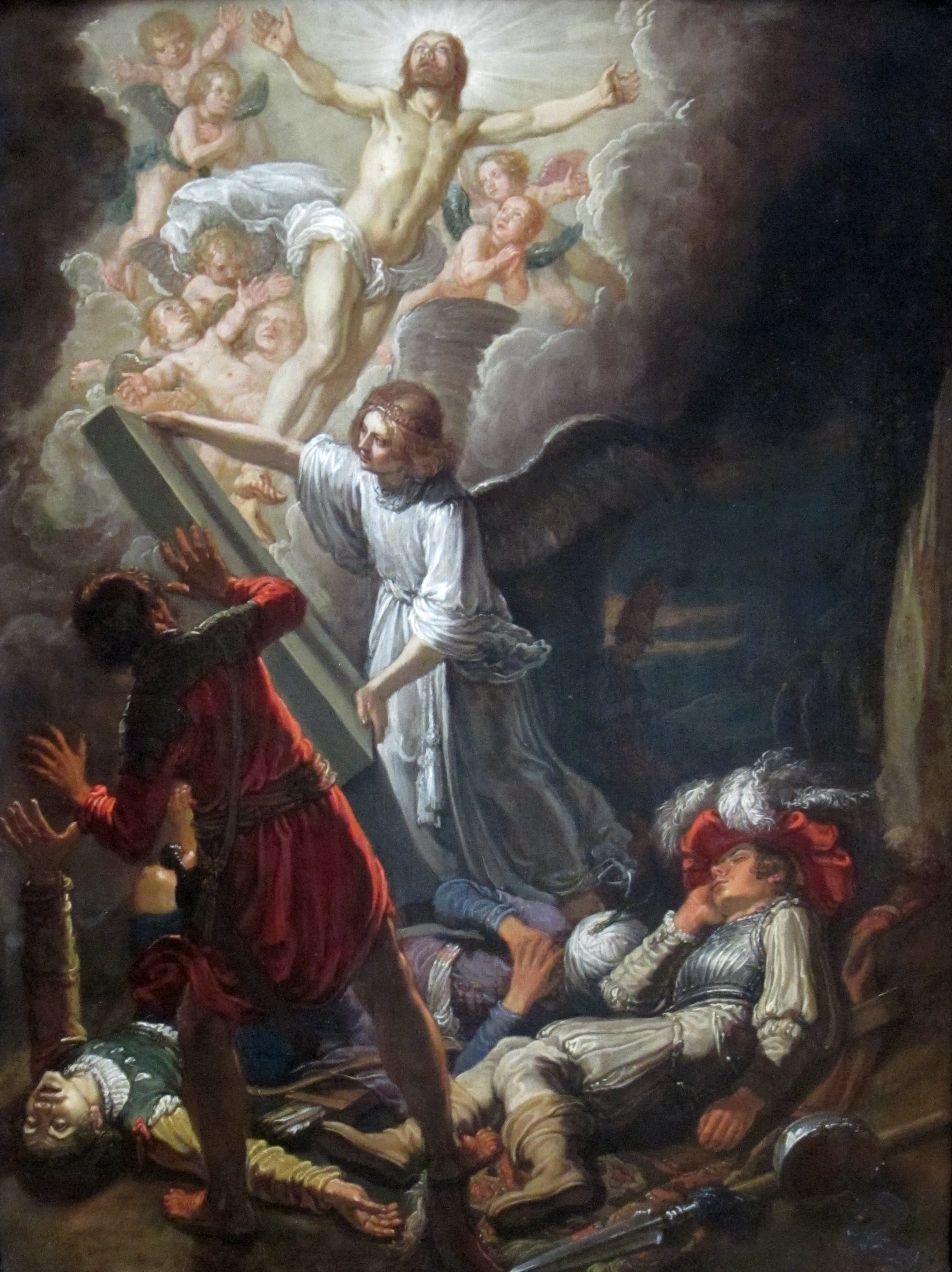
Resurrection 1612, Getty Center